# Всероссийская фашистская организация
Всеросси́йская фаши́стская организа́ция (ВФО) — политическая партия, существовавшая в 1933—1942 годы в США под руководством Анастасия Вонсяцкого. Учреждена в 1933 году в США (штат Коннектикут). ВФО — название, использовавшееся для краткости (полное название с 1933 по 1934 год — Всероссийская национал-революционная трудовая и рабоче-крестьянская партия фашистов, с 1935 по 1942 год — Всероссийская национал-революционная партия (ВНРП)). Партия, состоявшая из белоэмигрантов, была малочисленной, но финансово состоятельной. В 1942 году партия была запрещена американскими властями, а А. А. Вонсяцкий был арестован и осуждён.

## История партии
После февраля 1933 года в поместье Вонсяцкого в Патнэм, расположенном недалеко от Томпсона в штате Коннектикут, поселился Д. И. Кунле, с которым Вонсяцкий познакомился либо до революции, либо в годы Гражданской войны. В начале мая 1933 года Вонсяцкий и Кунле решили учредить партию и 10 мая 1933 года составили письмо от имени Главного штаба русских фашистов о создании Всероссийской национал-революционной трудовой и рабоче-крестьянской партии фашистов, которую для удобства называли Всероссийской фашистской организацией (ВФО). А. А. Вонсяцкий стал руководителем ВФО, Кунле — партийным секретарём, а зять Вонсяцкого Л. Б. Мамедов — председателем Центрального исполнительного комитета. Деятельность партии финансировалась А. Вонсяцким из личных средств, которые у него имелись, поскольку он был женат на Мэрион Рим, происходившей из состоятельной американской семьи.
В 1933 году Вонсяцкий посетил Берлин, где принял участие в конференции русских фашистов. В этой конференции, прошедшей в штаб-квартире РОНД, помимо последних были представлены ВФО и младороссы. Данная конференция завершилась лишь обменом мнениями.

В 1934 году в Иокогаме Российская фашистская партия (РФП) К. В. Родзаевского и ВФО образовали Всероссийскую фашистскую партию (3 апреля 1934 года был подписан Протокол № 1, в котором провозглашалось слияние РФП и ВФО и создание «Всероссийской фашистской партии» (ВФП)). Официальное оформление создания партии произошло 26 апреля 1934 года на 2-м (объединительном) съезде Российских Фашистов, прошедшем в Харбине. Родзаевский стал Генеральным секретарём и заместителем Председателя Центрального исполнительного комитета (ЦИК), а Вонсяцкий Председателем ЦИК партии.
В октябре—декабре 1934 года произошёл разрыв отношений между К. В. Родзаевским и А. А. Вонсяцким из-за спора по еврейскому вопросу (Вонсяцкий не разделял антисемитских взглядов Родзаевского) и отношения к атаману Г. М. Семёнову (Вонсяцкий не хотел иметь с ним никаких отношений, Родзаевский же был вынужден их поддерживать из-за нажима японцев). Вонсяцкий вновь возглавил ВФО, которая ещё некоторое время носила название объединённой партии. После 1935 года, когда Вонсяцкий был исключён из ВФП, использование названия последней было им прекращено.
После разрыва с Родзаевским организация Вонсяцкого занималась в основном пропагандистской работой: изданием газет, брошюр, участием в собраниях и митингах. В 1937 и 1939 годах члены ВФО во главе с Вонсяцким принимали участие в митингах Германоамериканского союза.
Заключение пакта Молотова — Риббентропа в августе 1939 года привело к выходу из ВФО её членов. В частности, из партии в октябре 1939 года вышел зять Вонсяцкого Лев Мамедов, а чуть позже и Д. И. Кунле. Пакт привёл также к временному прекращению отношений ВФО и Германоамериканского союза.
В 1940 — декабре 1941 года произошло возобновление сотрудничества К. В. Родзаевского и А. А. Вонсяцкого, прерванное началом японо-американской войны.
После принятия 11 марта 1941 года закона о ленд-лизе Вонсяцкий понял, что до начала войны между США и Германией остались месяцы, и стал сворачивать политическую деятельность. Он решил перенести штаб-квартиру из США на Дальний Восток в Шанхай. 17 марта 1941 года он написал письмо руководителю дальневосточного отделения партии Константину Стеклову с предложением возглавить партию и с уведомлением, что после июльского номера 1941 года «Фашист» выходить перестанет. Согласно письму Стеклова от 4 июня 1941 года, опубликованному в № 63 «Фашиста» за 1941 год, он вступил в исполнение обязанностей руководителя партии.
В июне 1942 года А. А. Вонсяцкий был арестован, а затем осуждён и приговорён Хартфордским окружным судом к пяти годам лишения свободы по обвинению в шпионаже в пользу стран Оси. ВФО после ареста А. А. Вонсяцкого фактически перестала существовать, так как прекратилась финансовая поддержка её деятельности, а позднее была закрыта ФБР в ходе кампании по ликвидации фашистской деятельности после вступления США во Вторую мировую войну. В 1946 году, после окончания Второй мировой войны и смерти Ф. Д. Рузвельта, А. А. Вонсяцкий был освобождён досрочно, проведя в тюрьме 4 года.

## Печатные органы, партийный флаг
В 1933—1941 гг. партия издавала ежемесячную иллюстрированную газету «Фашист». С 1935 по 1942 гг. в Шанхае партия издавала газету «Русский авангард». В газете «Фашист» много места уделялось событиям Гражданской войны, помещались фотографии вождей Белого движения и императора Николая II; ВФО представлялась наследницей российских военных и монархических традиций. В декабрьском выпуске газеты за 1933 год было воспроизведено письмо Никиты Никитича, десятилетнего сына князя Никиты Александровича, в котором мальчик писал: «Я так счастлив, что я русский фашист!».
ВФО имела свой партийный флаг, который представлял собой полотнище с белой свастикой на синем фоне круга в красном прямоугольнике. Избрание партийным символом свастики неизменно порождало множество вопросов о подражании Третьему рейху. Вонсяцкий объяснял, что такой символ начертила в Ипатьевском доме императрица Александра Фёдоровна. Он указывал на дорожные знаки в штате Аризона с использованием свастики (отменены в 1937 году). Партийным приветствием было поднятие правой руки и возглас «Слава России!».

## Гимн партии
У партии имелся гимн, исполняемый на мелодию Песни Хорста Весселя:
Заря близка… Знамёна выше, братья!

Смерть палачам свободы дорогой!

Звенящий меч фашистского врагам проклятья

Сметёт навеки их кровавый строй.

    

Соратники! Нас ждёт земля родная!

Все под знамёна! Родина зовёт…

Вонсяцкий-Вождь, измену, трусость презирая,

На подвиг нас, фашистов, поведёт.

    

Рубашки чёрные, готовьтесь к бою!

Железный фронт фашистов мы сомкнём

И на врага, вперёд, железную стеною

Бесстрашно, как один, мы все пойдём.

    

Победы день торжественный настанет,

Слетит колхоз и Сталин с ГПУ,

И свастика над Кремлем ярко засияет,

И чёрный строй пройдёт через Москву.
Гимн в исполнении А. А. Вонсяцкого, Д. И. Кунле и Л. Х. Бек-Мамедова был записан на граммофонную пластинку со скоростью в 78 оборотов.